# Zakrze (Kudowa-Zdrój)

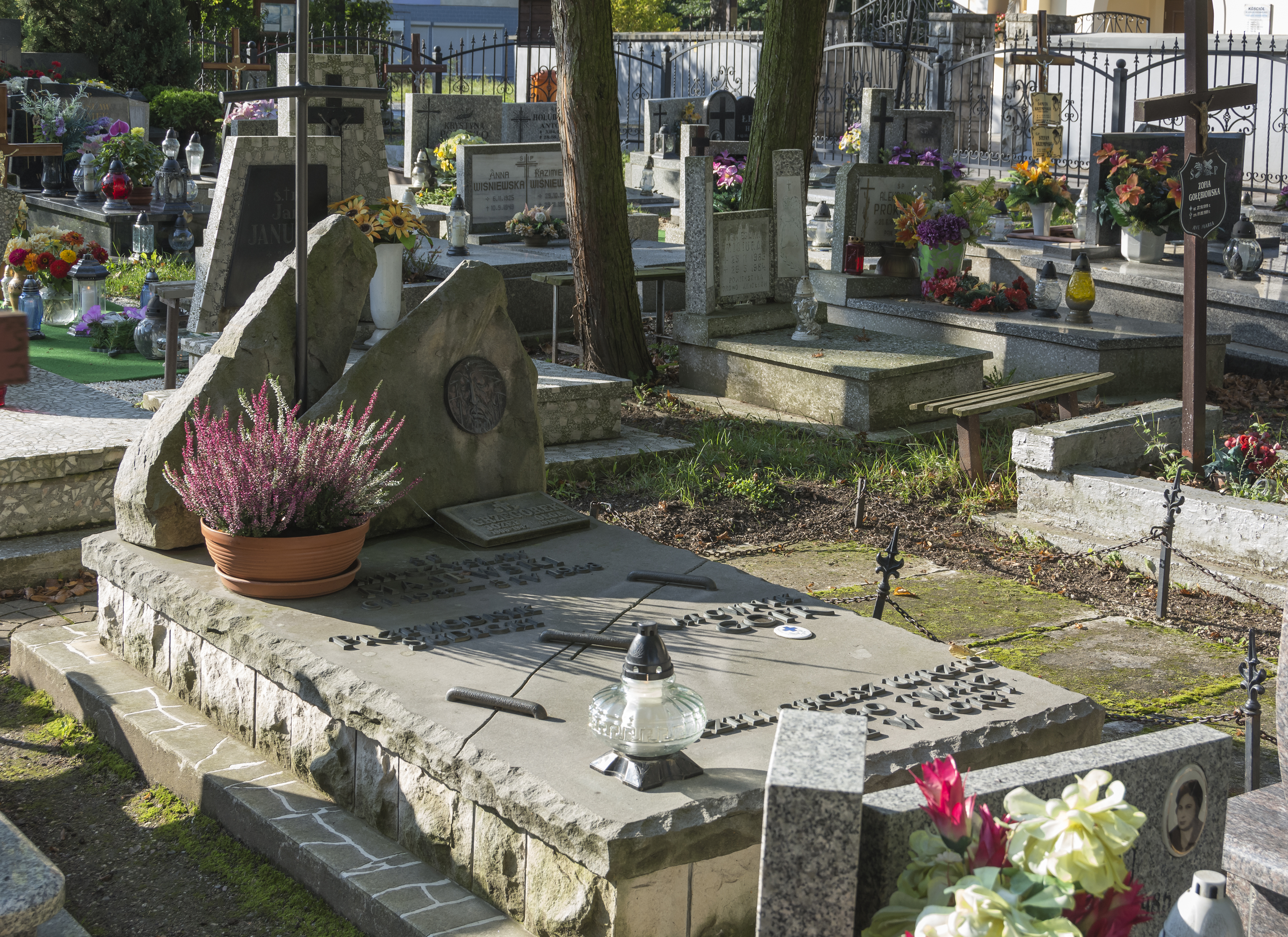
Zabytkowy cmentarz w Zakrzu

Zakrze (niem. Sackisch, czes. Žakš) – dawna wieś, obecnie dzielnica Kudowy-Zdroju.

## Położenie
Zakrze leży na zachodzie hrabstwa kłodzkiego, dwa kilometry od granicy z Czechami, w Obniżeniu Kudowy, na wysokości około 370–390 m n.p.m. Przez dzielnicę przebiega międzynarodowa droga E67. Sąsiednią miejscowością jest Kudowa na północy, Jerzykowice Wielkie na północnym wschodzie, Jeleniów na południowym wschodzie, Brzozowie na południu i Słone na zachodzie. Przez dzielnicę przepływa rzeka Bystra, która po drugiej stronie granicy wpływa do rzeki Metuje.

## Historia
Pierwsza wzmianka o Zakrzu pochodzi z 1477 roku, miejscowość figuruje w niej pod czeską nazwą Zakesz. Początkowo wieś należała do państwa homolskiego, następnie została włączona do dóbr jeleniowskich. Mieszkańcy Zakrza zajmowali się głównie tkactwem, a po wybudowaniu przez hrabiego von Mutiusa w sąsiednim Jeleniowie dużej tkalni miejscowość stała się przyfabrycznym osiedlem. Kiedy w roku 1905 zbudowano linię kolejową z Kłodzka do Kudowy, w rejonie dworca powstał hotel i trzy gospody. Po 1945 roku wieś stała się dzielnicą Kudowy-Zdroju. W latach 1944–1945 zlokalizowany był tu jeden z podobozów Groß-Rosen, kobiecy obóz pracy.
W 1962 roku do Zakrza dołączono część Jeleniowa z Kudowskimi Zakładami Przemysłu Bawełnianego.

## Gospodarka
Obecnie na terenie Zakrza jest podstrefa Wałbrzyskiej Specjalnej Strefy Ekonomicznej.

## Zabytki
Do wojewódzkiego rejestru zabytków wpisany jest obiekt:
- zespół kościoła par. pw. św. Katarzyny z XVII wieku:
  - kościół par. pw. św. Katarzyny z 1679 roku[4]. Wyposażenie świątyni pochodzi z końca XVIII wieku, na ołtarzy jest ludowa figurka patronki[4].
  - cmentarz przykościelny z około 1860 roku[7].

Inne zabytki:
- liczne domy mieszkalne z XIX wieku[4].